# Everybody Loves Somebody
"Everybody Loves Somebody" is een nummer dat in 1947 door Irving Taylor en Ken Lane werd geschreven. In 1964 bracht de Amerikaanse zanger Dean Martin op zijn gelijknamige album de meest succesvolle versie uit. In juni van dat jaar verscheen deze versie als single.

## Achtergrond
"Everybody Loves Somebody" werd in 1947 geschreven door songwriter Irving Taylor en pianist Ken Lane. In 1958 werd het al opgenomen door Frank Sinatra, die met zijn versie enkel tot plaats 25 in de Amerikaanse Pop-Standard Singles-lijst kwam. In 1964 was Lane de pianist op Dean Martins album Dream with Dean. Martin had nog een uur in de studio over en kwam een liedje tekort om een volledig album in handen te hebben. Lane vroeg vervolgens of hij zijn nummer op wilde nemen (dat Martin toevallig in 1948 al twee keer had gezongen bij het radioprogramma van Bob Hope en bij zijn eigen radioprogramma Martin and Lewis). Martin ging akkoord met deze suggestie en nam een rustige versie van het nummer op. Deze versie stond als de zesde track op Dream with Dean. Vrijwel direct nam hij een andere versie op voor zijn volgende album, waarop een volledig orkest te horen is. Zijn platenlabel Reprise Records zag de hitpotentie en besloot het album naar het nummer te vernoemen.
Alhoewel Martin een grote status in de popmuziek kende, had hij al sinds 1958 geen top 40-hit meer gehad. In 1964 werden de Amerikaanse hitlijsten gedomineerd door artiesten uit de Britse invasie en het zag er niet naar uit dat Martin hier een vuist tussen kon maken. Hij had een hekel aan rock-'nrollmuziek en ging zo ver dat hij tegen zijn zoon, een Beatles-fan, zei dat hij zijn "vriendjes uit de hitlijsten zou stoten". Op 15 augustus 1964 verving zijn single inderdaad "A Hard Day's Night" van The Beatles op de nummer 1-positie, waar het een week bleef staan. Het werd ook een nummer 1-hit in Nieuw-Zeeland en kwam in onder meer Australië, Canada en Noorwegen in de top 10 terecht. In Nederland werden geen hitlijsten bereikt, terwijl de single in Vlaanderen de vijfde plaats in een voorloper van de Ultratop 50 behaalde. Het nummer groeide uit tot het bekendste nummer van Martin, die het tussen 1965 en 1974 als het themalied van zijn televisieprogramma The Dean Martin Show zong. De tekst "everybody loves somebody sometime" werd later op zijn grafsteen geplaatst.

## NPO Radio 2 Top 2000
| Nummer met noteringen in de NPO Radio 2 Top 2000 | '99  | '00 | '01  | '02  | '03  | '04  | '05  | '06  | '07  | '08  |
| ------------------------------------------------ | ---- | --- | ---- | ---- | ---- | ---- | ---- | ---- | ---- | ---- |
| Everybody Loves Somebody                         | 1449 | -   | 1842 | 1912 | 1638 | 1861 | 1532 | 1623 | 1529 | 1626 |

1. ↑  Een '-' betekent dat het nummer niet was genoteerd en een vetgedrukt getal geeft de hoogste notering aan.
2. ↑  Deze tabel is bijgewerkt tot en met de laatste editie (2024).